# Rafael Anes
Rafael Anes Álvarez de Castrillón (Coaña, 28 de julio de 1941 - 2023) es un economista y catedrático español. Es hermano del economista e historiador Gonzalo Anes Álvarez de Castrillón. Desarrolló la primera parte de su vida profesional en Madrid, como miembro del Servicio de Estudios del Banco de España y como docente de la Universidad Autónoma de Madrid. A mediados de la década de 1970 participó en la puesta en marcha de la Facultad de Ciencias Económicas en la Universidad de Oviedo, permaneciendo en Asturias desde entonces. Sus áreas de estudio incluyen la historia de la banca y los ferrocarriles españoles, así como campos específicamente asturianos como la banca asturiana, la emigración y la industrialización en Asturias.

## Biografía
Nació en Trelles, una parroquia del concejo asturiano de Coaña. Estudió Ciencias Económicas en la Universidad Complutense de Madrid, donde obtuvo su licenciatura y más tarde el doctorado. Tras licenciarse, en 1967, obtuvo trabajo en el servicio de estudios del Banco de España. Allí colaboró con Carlos Fernández Pulgar en la redacción de una historia de la banca española, que dirigían Gabriel Tortella y Pedro Schwartz. A partir de su trabajo de investigación en dicha obra preparó su tesis, que le permitió obtener el doctorado en 1974. Paralelamente, con la creación de la Universidad Autónoma de Madrid, Anes, llamado por Miguel Artola, que había sido nombrado catedrático de Historia en la Facultad de Filosofía y Letras de dicha universidad, comenzó en 1969 a dar clases de Historia de España en la Autónoma.
En 1974 publicó La banca española en la Restauración y se embarcó en una historia de los ferrocarriles españoles hasta su nacionalización dirigida por Miguel Artola. Anes participó en la elaboración del segundo tomo, dedicado al impacto económico de los ferrocarriles, que se publicó en 1978.
Dos años antes, en 1976, Anes fue requerido por Luis Carlón, decano comisario a cargo de la puesta en marcha de la Facultad de Ciencias Económicas y Empresariales de la Universidad de Oviedo, en la que comenzó a dar clases. En 1978 obtuvo plaza de profesor agregado, por oposición, y decidió quedarse en Asturias, pidiendo una excedencia en el Banco de España. Posteriormente obtuvo la plaza de catedrático de Historia e Instituciones Económicas y Empresariales. Durante su permanencia en la universidad ovetense, ha sido vicedecano, vicerrector de Ordenación Académica y de Extensión Universitaria y director del Departamento de Economía. En 1997 fue nombrado secretario general del Consejo de Universidades con Esperanza Aguirre como ministra. Tras la sustitución de Aguirre por Mariano Rajoy, en 1999, Anes fue sustituido. En junio de 2010 fue designado decano provisional de la Facultad de Economía y Empresa, cargo que ocupó hasta el 15 de diciembre de dicho año, cuando se eligió al primer decano de la facultad, producto de la fusión de la Facultad de Ciencias Económicas y Empresariales y las escuelas universitarias de Estudios Empresariales y de Relaciones Laborales. En octubre de 2011 se jubiló.
Es miembro numerario del Real Instituto de Estudios Asturianos y académico de la Academia Portuguesa da História.
Casado desde 1973, el matrimonio ha tenido tres hijos.

## Obras
Ha escrito numerosos trabajos sobre la historia económica de España y Asturias. Algunos de sus libros son los siguientes:
- BBVA, 1857-2007: 150 años, 150 bancos (con Isabel Mendoza), Fundación BBVA (2007).
- El Banco Herrero. 75 años de historia 1912-1987 (con Alfonso de Otazu y Llana), Banco Herrero (1997).
- Asturias, fuente de energía: el carbón asturiano en la economía española, Nobel (1997).
- La emigración de asturianos a América, Fundación Archivo de Indianos (1993).
- Hullera Vasco-Leonesa : los cien primeros años de su historia, 1893-1993 (con Luis Julio Tascón Fernández), Sociedad Anónima Hullera Vasco-Leonesa (1993).
- Ferrocarriles en España, 1844-1943. Volumen 2: Economía y los ferrocarriles (con Pedro Tedde de Lorca), Servicio de Publicaciones del Banco de España (1978).
- La banca española en la Restauración, Servicio de Estudios del Banco de España (1974).